# AMPPS
AMPPS — это набор решений, включащий в себя Apache, MySQL, MongoDB, PHP, Perl & Python для Windows, Linux и Mac. AMPPS поставляется с более 300 готовыми PHP веб-приложениями и с различными версиями PHP. AMPPS был создан компанией Softaculous Ltd, которая была основана в 2009 году и разработала Softaculous Auto installer. AMPPS доступен на платформах WIndows и Macintosh. AMPPS используется для разработки на PHP с использованием MySQL.

## Список доступных в AMPPS приложений
- Prestashop
- Concrete5
- Coppermine Photo Gallery
- phpBB
- SMF
- DokuWiki
- Drupal
- eZ Publish
- Joomla
- KnowledgeTree
- Geeklog
- Liferay
- WAMP
- MAMP
- Magento
- Mantis Bug Tracker
- MediaWiki
- Moodle
- phpBB
- Piwik
- Pootle
- Limesurvey
- Redmine
- Subversion
- SugarCRM
- Trac
- WordPress
- MyBB
- Xoops
- Zikula
- b2evolution

И многие другие.